# John Wheatley (Physiker)
John C. Wheatley (* 17. Februar 1927 in Tucson; † 10. Mai 1986 in Los Angeles) war ein US-amerikanischer Tieftemperaturphysiker.
Wheatley studierte an der University of Colorado in Boulder Elektrotechnik und wurde 1952 an der University of Pittsburgh in Physik promoviert. 1952 bis 1966 war er Instructor und später Professor an der University of Illinois at Urbana-Champaign und ab 1966 Professor für Physik an der University of California, San Diego. 1981 bis 1985 forschte er am Los Alamos National Laboratory als fest angestelltes Mitglied des Labors. Ab 1985 war er Professor an der University of California, Los Angeles (UCLA). Er starb an einem Herzanfall während des Fahrradfahrens.
Er ist bekannt für Forschungen zu flüssigem Helium-3, einer Fermiflüssigkeit. Dabei arbeitete er mit Theoretikern wie John Bardeen, Gordon Baym, Christopher Pethick zusammen.
1954/55 und 1980/81 war er als Guggenheim Fellow an der Universität Leiden. Er war ab 1958 Sloan Research Fellow. 1961 wurde er Fellow der American Physical Society. 1965/66 war er Gastwissenschaftler am Center for Advanced Study der University of Illinois in Urbana-Champaign und er war Gastwissenschaftler in Argentinien. Zum Zeitpunkt seines Todes war er nominiert für den ersten Presidential´s Chair der UCLA.
1975 erhielt er den Fritz London Memorial Prize und 1966 den Simon Memorial Prize. Er war Mitglied der National Academy of Sciences (1975), und er war Mitglied der Finnischen Akademie der Wissenschaften. 1980 erhielt er die finnische Auszeichnung Akademiker.
Er war verheiratet und hatte zwei Söhne.